# Robert Ljungquist
Ernst Robert Ljungquist, född 6 augusti 1857 i Fägred i Skaraborgs län, död 1946, var en svensk konstnär, fotograf och köpman. Som konstnär ägnade han sig mest åt landskapsmåleri.
Kring 1875 kom han till Göteborg för att för att tillträda en tjänst i firman Wilh. Denninghoff, främst verksam inom järnmanufaktur, där han arbetade fram till sin pension 1926. Vid sidan av sitt arbete var han även konstnär. Åren 1887 och 1891 var han elev för Carl Larsson på konstskolan Valand i Göteborg och han ska även varit elev under Carl Wilhelmsson. 1908 ritade han tre frimärksförslag till 1910 års utgåva Gustaf V i medaljong, valör 5 öre.